# Spelflotte

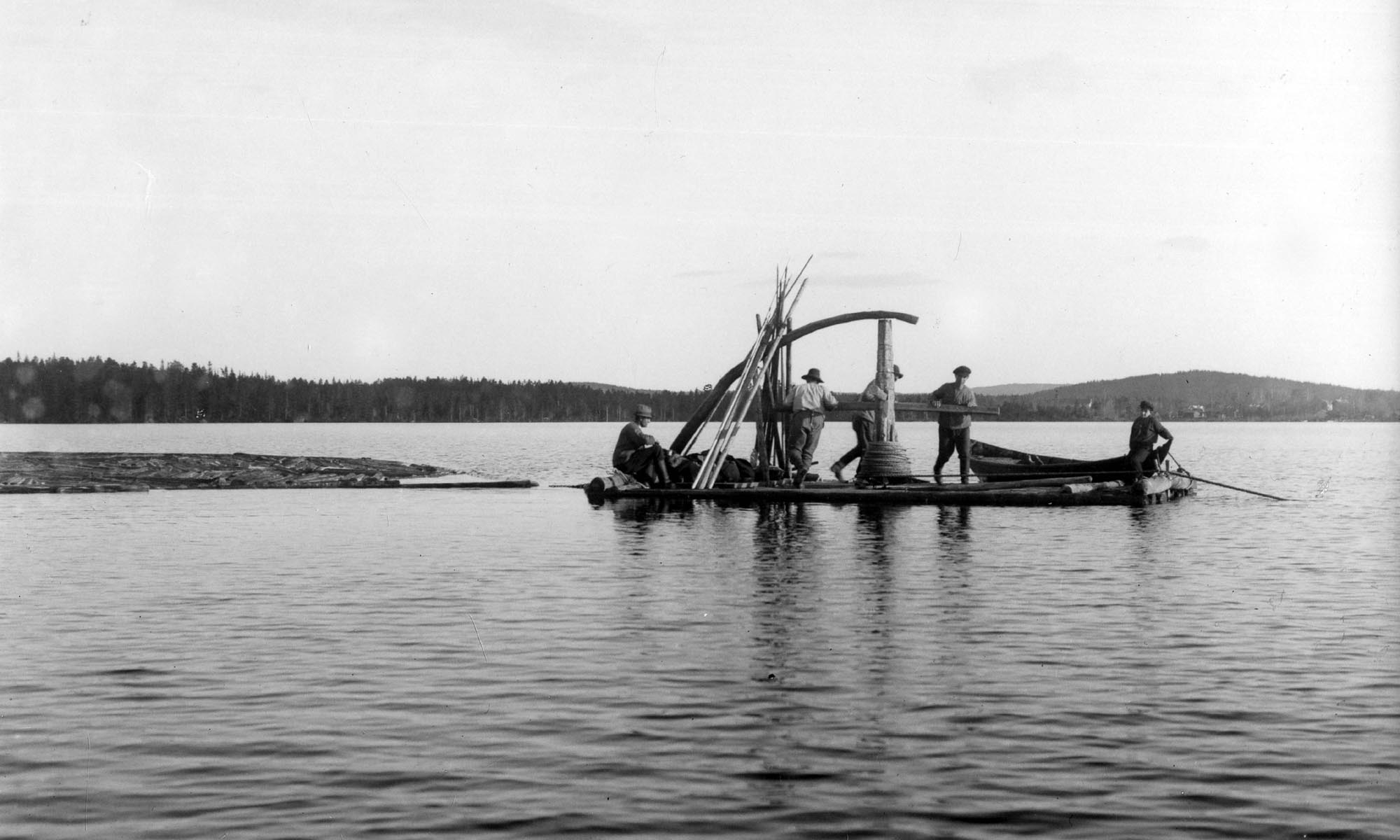
Spelflotte på Flosjön i arbete, Dala-Floda, Dalarna.

Spelflotte är en flotte med ett vertikalt spel, med en lång lina, som förr användes för att dra flottningstimmer över sjöar. 
I flotten fästes en läns av sammanfogade stockar, i form av en stor ögla, vilken inneslöt det timmer man ville dra. Linan roddes till en fästpunkt, exempelvis på den strand dit man ville komma, eller en fästpunkt uppbyggd från botten. När linan var fäst spelade man in linan, varigenom flotten tillsammans med det av länsen inneslutna timret sakta flyttades över sjön. 
Spelflottar användes främst i Dalarna och Norrland, och var ganska vanliga fram till c:a 1930-talet. Spelflottarna ersattes senare med spelekor, med så småningom motordrivet spel.